# Лебедева (Гаринский муниципальный округ)
Лебедева — деревня в Гаринском городском округе Свердловской области России.

## Географическое положение
Деревня Лебедева муниципального образования «Гаринский городской округ» примыкает к посёлку Гари, на правом берегу реки Сосьва (правого притока реки Тавда).

## Население
| 2002 | 2010 | 2021 |
| ---- | ---- | ---- |
| 33   | ↘28  | ↗31  |